# Henk Schoorl

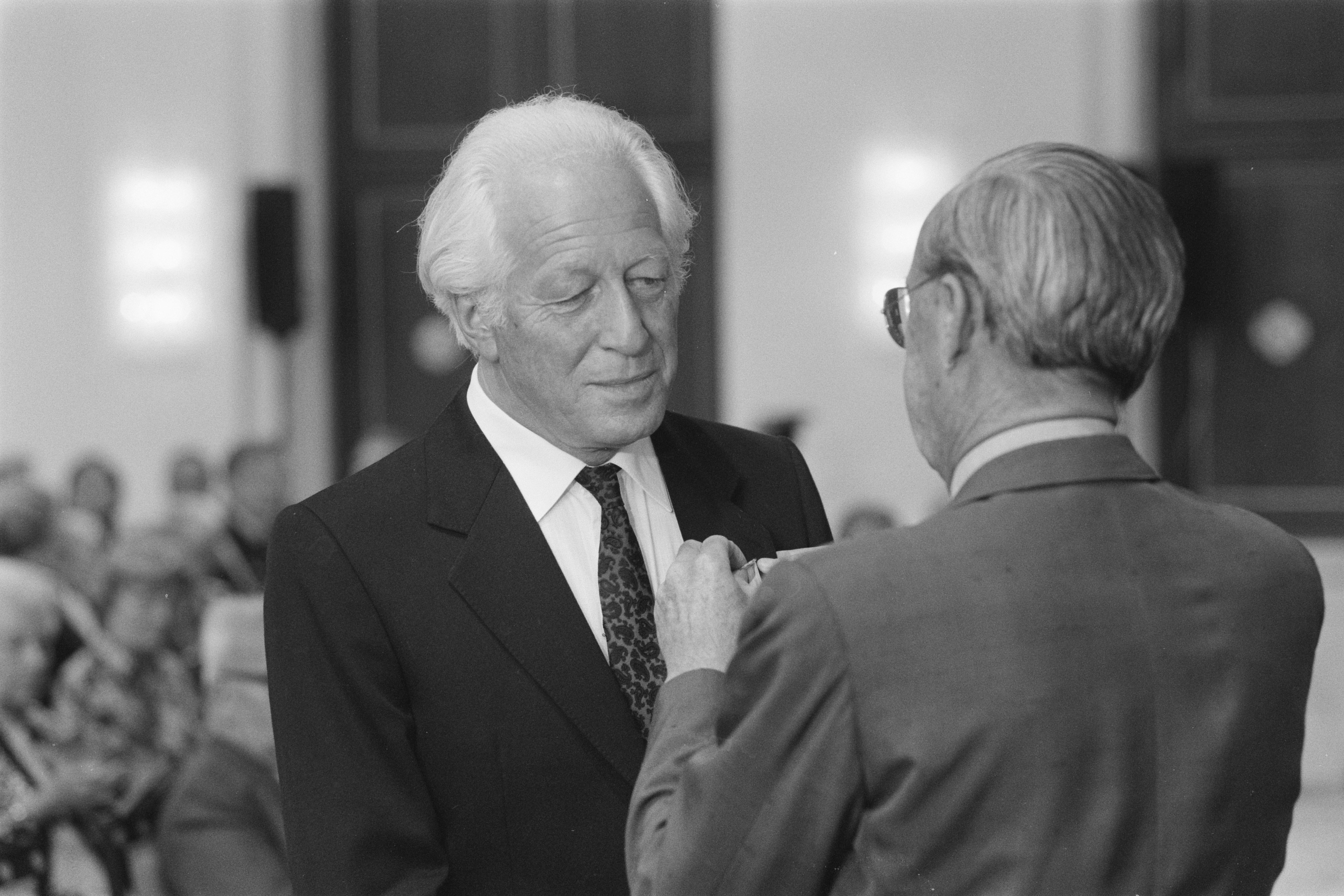
Henk Schoorl krijgt Zilveren Anjer opgespeld, 1989

Hendrik (Henk) Schoorl (Den Helder, 1 februari 1920 – Hillegom, 10 december 1997) was een Nederlandse amateurhistoricus, genealoog, cartograaf en kunstenaar. Zijn werk richtte zich voornamelijk op de historische geografie van de kustgebieden van Noord-Holland en de Waddenzee.

## Jeugd en opleiding
Hij werd geboren in Den Helder als oudste zoon in een gereformeerd onderwijzersgezin. Zijn vader, Anthonie Schoorl (1893-1964), was een vogelkenner en inspireerde hem met een liefde voor de natuur en het landschap. Zijn tekentalent erfde hij van moederskant; zijn grootvader Martinus Stevenson was tekenaar. Na de mulo deed hij een opleiding aan de Kweekschool voor Onderwijzers in Den Helder.

## Loopbaan
Schoorl stond een half jaar voor de klas. In 1939 werkte hij kort als redacteur bij de Heldersche Courant, waarna hij in militaire dienst ging. Een half jaar later brak de Tweede Wereldoorlog uit. Na de demobilisatie was hij werkzaam op het distributiekantoor in Den Helder en later als schippersknecht bij een beurtvaartschipper in Broek op Langedijk. In 1943 werd hij boekhouder, en later afdelingschef, bij een bloembollenbedrijf in Hillegom. Dit bleef hij doen totdat hij in 1972 parttime administrateur werd bij de Archeologische Werkgemeenschap Nederland. Daarnaast deed hij wetenschappelijk onderzoek, met een subsidie van ZWO (Zuiver Wetenschappelijk Onderzoek).

### Wetenschappelijke belangstellingen

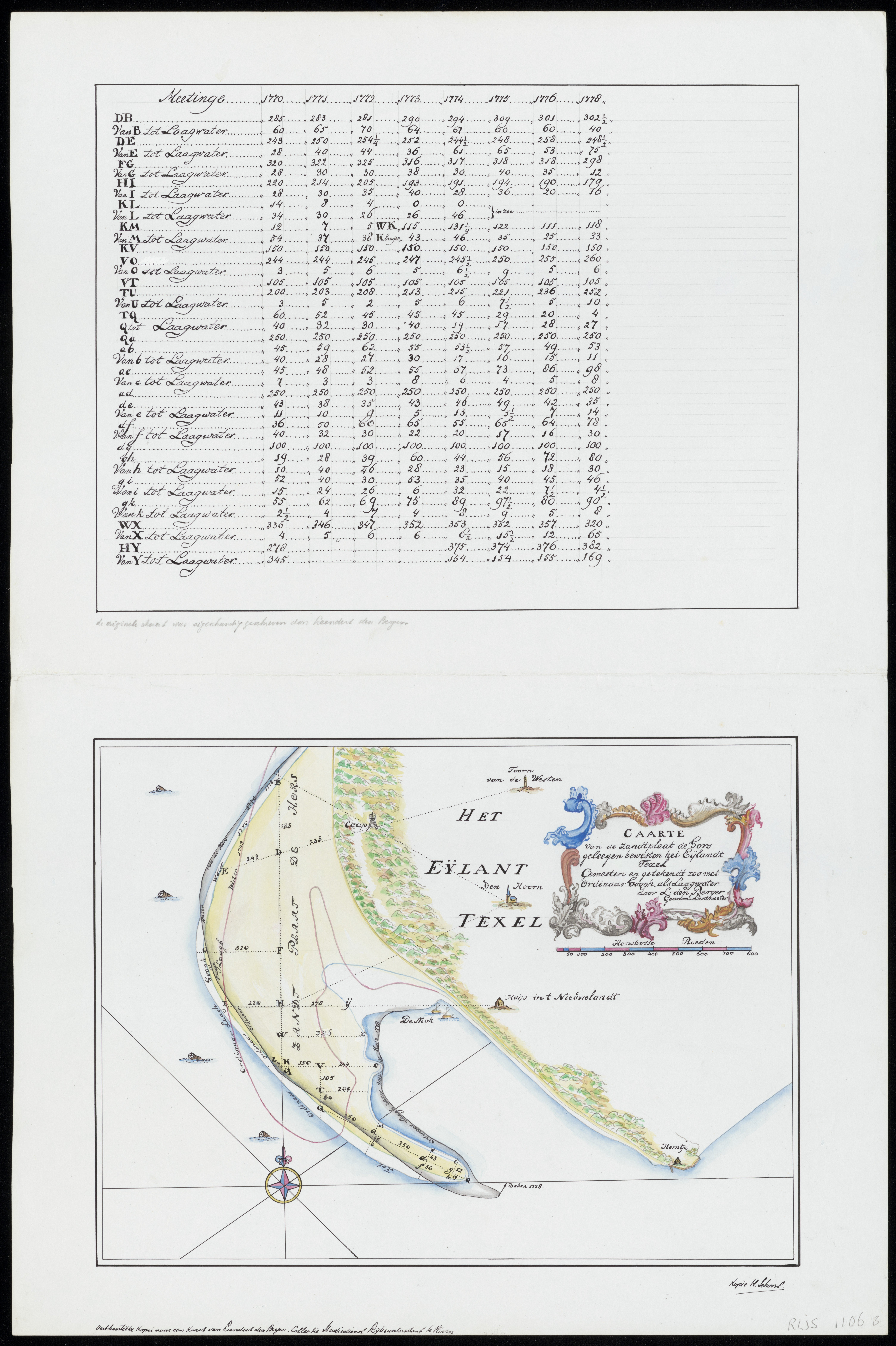
Deze kaart uit de collectie Studiedienst Hoorn werd door Henk Schoorl nagetekend voordat de kaart aldaar vermist raakte.

Vanaf 1948 begon Schoorl in zijn vrije tijd met archiefonderzoek voor genealogische doeleinden, wat al snel uitgroeide tot een diepgaande studie van de historische geografie en cartografie. Zijn aandacht richtte zich met name op de kustgebieden van Noord-Holland, waar hij geografische en hydrografische veranderingen bestudeerde. 
Na enkele publicaties over kustafslag en dijkdoorbraken, oude kaarten en kaartenmakers in het Jaarboek van het Historisch Genootschap Oud West-Friesland en het Alkmaars Jaarboekje, publiceerde Schoorl in 1969 zijn eerste boek; een studie over Isaac Le Maire, een Amsterdamse koopman en bedijker. Deze publicatie betekende een doorbraak in zijn carrière en markeerde zijn groei van genealoog tot historicus en geograaf. Zijn latere werken, zoals Zeshonderd jaar Water en Land (1973), worden beschouwd als standaardwerken op het gebied van historische geografie.

### Artistiek werk
Naast zijn wetenschappelijke activiteiten was Schoorl een tekenaar, aquarellist en lithograaf. Als scholier was hij lid van de ‘Noorder Kunstkring’ in Den Helder. Later werd hij in Haarlem lid van de modeltekenclub ‘De Acht’ en kreeg hij les van Jan Visser (1879-1961). Vervolgens nam hij les bij Henri Boot en werd hij lid van de Haarlemse kunstenaarsvereniging Kunst Zij Ons Doel. Hij exposeerde geregeld en maakte talloze reconstructiekaarten, landschappen en stillevens.

## Onderscheidingen

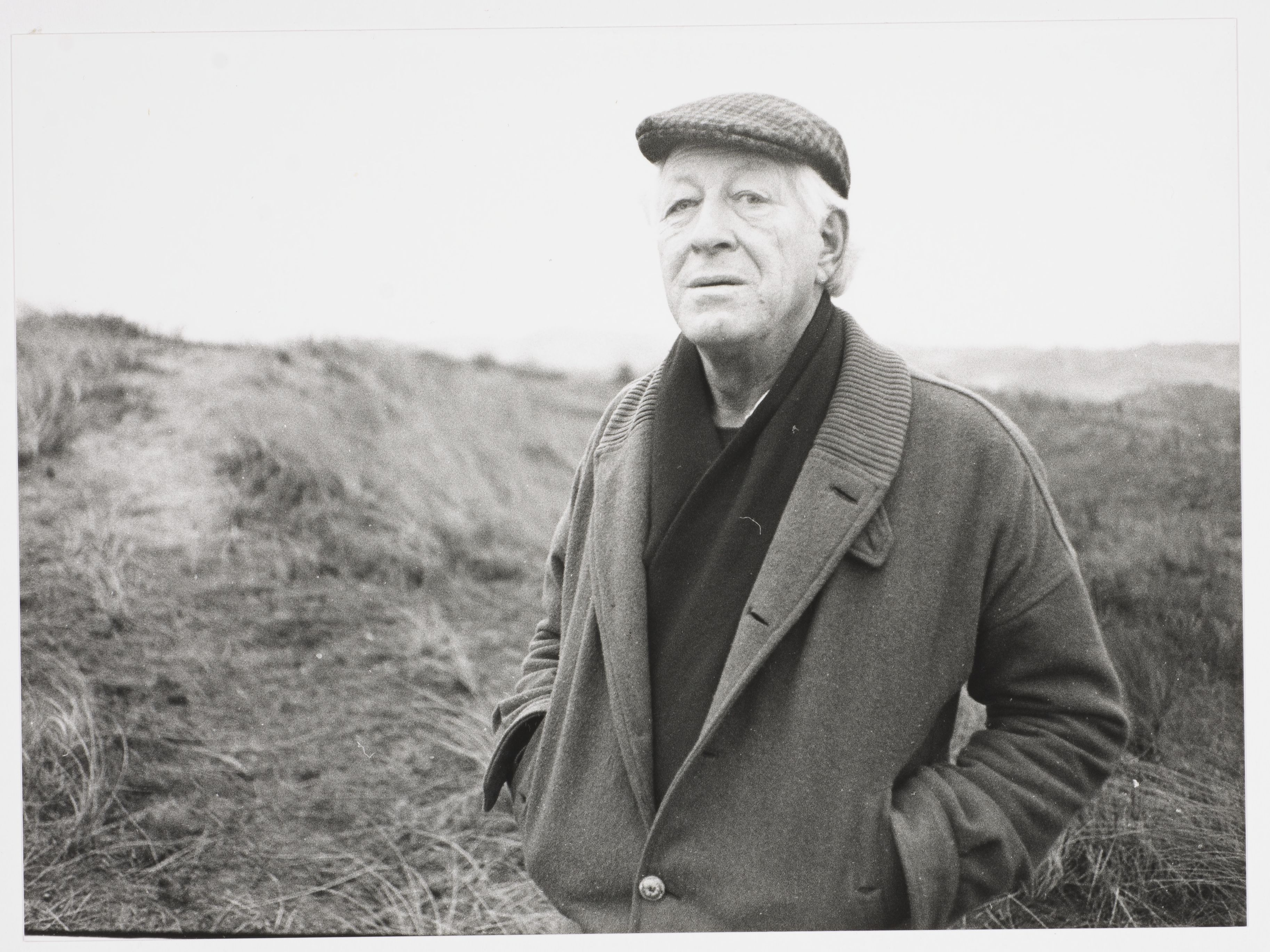
Schoorl (1990)

In 1989 kreeg Schoorl de Zilveren Anjer opgespeld voor zijn studies op het gebied van de cultuurhistorie en het geografische patroon in Noord-Holland. In 1990 ontving hij een eredoctoraat van de Universiteit van Amsterdam. Zijn promotor was hoogleraar G.J. Borger.
- Bibliothèque nationale de France: cb121774198 (data)
- Biografisch Portaal: 54666535
- Digitale Bibliotheek voor de Nederlandse Letteren: scho126
- Gemeinsame Normdatei: 172362741
- International Standard Name Identifier: 0000 0000 3352 2690
- Library of Congress Control Number: n2001028817
- RKD-Nederlands Instituut voor Kunstgeschiedenis: 108994
- Virtual International Authority File: 43642824
- WorldCat: E39PCjyMKtFgt9W7gyvcv3dBWC